# Samurai Jay
Samurai Jay, pseudonimo di Gennaro Amatore (Mugnano di Napoli, 1º ottobre 1998), è un rapper italiano.

## Biografia
Nato a Mugnano di Napoli il 1º ottobre 1998, si avvicina al rap grazie ad artisti come i Co'Sang, i Linkin Park e Jay-Z. Inizia a farsi notare nel mondo urban con Promessa III, uscito nel 2018.
Dopo aver pubblicato i singoli Sorry Mama, Audemars con MV Killa e Yung Snapp e Fai il serio, il 31 maggio 2019 prende parte al remix del brano A casa mia di Livio Cori. Esso verrà cantato in mondovisione allo Stadio San Paolo di Napoli in occasione della XXX Universiade.
Nello stesso anno collabora con Boro Boro in Male e pubblica, approdando nell'etichetta discografica Thaurus, il singolo Gang, in collaborazione con i produttori discografici italiani M4W e Dat Boi Dee e il rapper italiano Geolier. Il singolo è il primo dell'artista a entrare nella classifica dei singoli stilata dalla FIMI, venendo inoltre certificato disco d’oro.
Il 6 settembre 2019 partecipa con Jake La Furia al brano High di Junior Cally, mentre il 4 novembre è la volta del singolo Panico, di Peppe Soks e Dani.
Durante il 2020, collabora con alcuni artisti tra cui Elettra Lamborghini e MamboLosco nel remix di Te quemas e la Dark Polo Gang in No Stupid; pubblica inoltre i singoli Vamos pa la banca con Lele Blade, Geolier e Dat Boi Dee, Cringe con Beba, Tasche piene con Shiva, Kriminal di Shablo con Gué Pequeno e Gemitaiz, Il passo con MamboLosco e Nardi e collabora con Gigi D'Alessio nel singolo Buongiorno e nel remix di Fotomodelle un po' povere.
Il 23 ottobre 2020 esce il suo primo album in studio Lacrime, il quale comprende collaborazioni con Gué Pequeno, Rkomi, Geolier e Boro Boro.
Nello stesso anno partecipa al progetto "Nuove Strade" di Lavazza, nato per festeggiare i 50 anni della miscela Qualità Rossa, pubblicando il singolo omonimo il 23 settembre con Ernia, Rkomi, Gaia, Madame e Andry the Hitmaker.
Partecipa come ospite durante la seconda serata del Festival di Sanremo 2021, dove si esibisce con Gigi D'Alessio, Ivan Granatino, Enzo Dong e Lele Blade sulle note di Guagliune, pubblicato lo scorso 26 febbraio. Il brano verrà inoltre cantato il 9 settembre dello stesso anno durante la prima serata dei SEAT Music Awards 2021.
Il 2 aprile 2021 partecipa con Carl Brave al brano Cielo nero di Random, il 7 maggio con Jake La Furia in Novanta diTY1, l'11 giugno con Boro Boro nel brano Dinero di Baby K, il 26 dello stesso mese in Sirena di Mace, Ernia e Darrn, mentre il 16 luglio è la volta di Superstar di Fred De Palma.
Il 3 giugno 2021 partecipa al singolo Hermano di Cancun, mentre Il 15 luglio pubblica Bye Bye, certificato disco d'oro dalla FIMI. Seguono i singoli Nessuno e Non mi va, pubblicati l'anno successivo rispettivamente il 18 maggio e il 23 giugno.
I tre brani anticipano l’EP Respira, realizzato col produttore Dani e pubblicato il 1º luglio 2022.
Il 3 giugno dello stesso anno partecipa alla settima edizione del Nameless Festival ad Annone di Brianza, in provincia di Lecco.
Il 24 febbraio 2023 pubblica Colpa mia (Gelosa), mentre il 18 aprile è la volta di Fammi capire e il 20 ottobre di Ci pensi mai?. Il 27 luglio dello stesso anno partecipa al remix di Pop corn e patatine di Pepe; mentre il 14 giugno dell'anno successivo pubblica il singolo Alba, in collaborazione con Don Pero.

## Discografia

### Album in studio
- 2020 – Lacrime

### EP
- 2022 – Respira (con Dani)

### Singoli
Come artista principale
- 2018 – Calmo
- 2018 – Problemi
- 2018 – Promesse
- 2019 – Sorry Mama
- 2019 – Fai il serio
- 2019 – Male (con Boro Boro)
- 2019 – Gang (con M4W e Dat Boi Dee feat. Geolier)
- 2020 – Tasche piene (feat. Shiva)
- 2020 – Cringe (con Beba)
- 2020 – Nuove strade (con Ernia, Rkomi, Madame, Gaia e Andry The Hitmaker)
- 2021 – Bye Bye (con Dani)
- 2022 – Nessuno (con Dani)
- 2022 – Non mi va (con Dani)
- 2023 – Colpa mia (Gelosa) (con Dani)
- 2023 – Fammi capire (con Dani)
- 2023 – Pop corn e patatine RMX (con Pepe)
- 2023 – Ci pensi mai? (con Dani)
- 2024 – Alba (feat. Don Pero)
- 2024 – 100mila
- 2024 – Nun m'annamor cchiù (to giur) (feat. Federico di Napoli)
- 2025 – Halo (con Vito Salamanca)

Come artista ospite
- 2019 – Audemars (MV Killa feat. Samurai Jay e Yung Snapp)
- 2019 – A casa mia (Remix) (con Livio Cori)
- 2019 – Panico (Peppe Soks e Dani feat. Samurai Jay)
- 2019 – Natale marziano 2k19 (Gianluca Carbone feat. Anna Tatangelo, Geolier, Livio Cori, Roberto Colella, Peppe Soks, Samurai Jay, Francesco Da Vinci, Bles e Soul Food Vocalist)
- 2020 – Vamos pa la banca (Dat Boi Dee feat. Geolier, Samurai Jay e Lele Blade)
- 2020 – Kriminal (Shablo feat. Gué Pequeno, Gemitaiz e Samurai Jay)
- 2020 – Il passo (MamboLoscofeat. Samurai Jay)
- 2020 – Buongiorno (Gigi D'Alessio feat. Vale Lambo, MV Killa, LDA, CoCo, Franco Ricciardi, Lele Blade, Enzo Dong, Clementino, Geolier e Samurai Jay)
- 2021 – Guagliune (Gigi D'Alessio feat. Enzo Dong, Ivan Granatino, Lele Blade e Samurai Jay)
- 2021 – Hermano (Cancun feat. Samurai Jay)
- 2023 – Domenica (Voga feat. Samurai Jay)

### Collaborazioni
- 2019 – Habla (Junior Cally feat. Samurai Jay e Jake La Furia)
- 2020 – Te quemas (Remix) (Elettra Lamborghini feat. Samurai Jay e MamboLosco)
- 2020 – No Stupid (Dark Polo Gang feat. Boro Boro e Samurai Jay)
- 2020 – Fotomodelle un po' povere (Gigi D'Alessio feat. Samurai Jay)
- 2021 – Cielo nero (Random feat. Carl Brave e Samurai Jay)
- 2021 – Novanta (TY1 feat. Samurai Jay e Jake La Furia)
- 2021 – Dinero (Baby K feat. Samurai Jay e Boro Boro)
- 2021 – Sirena (Mace feat. Ernia, Samurai Jay e Darrn)
- 2021 – Superstar (Fred De Palma feat. Samurai Jay)